# 马胜利 (1938年)
马胜利（1938年—2014年），男，回族，河北保定人，中国企业家，曾任石家庄市造纸厂厂长。被誉为“国企承包第一人”。